# Шоффур, Иньяс
Мари Антуан Иньяс Шоффур (фр. Marie Antoine Ignace Chauffour; 13 января 1808, Кольмар — 6 декабря 1879, Кольмар) — французский адвокат и культурный деятель, депутат Учредительного собрания (1848).
Изучал право в Страсбургском и Гейдельбергском университетах. С 1829 года вёл адвокатскую практику в Кольмаре и Альткирше. Придерживался левых взглядов, уже в 1830-е гг. поддерживал финансово движение фурьеристов. В 1840-е гг. участвовал в местном политическом движении, требовавшем избирательной реформы. В 1843—1855 гг. депутат муниципального совета Кольмара. После революции 1848 года заместитель правительственного комиссара в департаменте Верхний Рейн.
В апреле 1848 года был избран депутатом Учредительного собрания. Примкнул к левому крылу депутатов, голосовал за принятие конституции и отмену смертной казни. В ноябре того же года, однако, Шоффур вышел в отставку и вернулся в Эльзас.
В 1855 году выступил одним из соучредителей Общества по сохранению исторических памятников Эльзаса, в котором возглавил секцию департамента Верхний Рейн. Состоял также в Обществе Шонгауэра, управлявшем кольмарским Музеем Унтерлинден, с 1867 года и до конца жизни его вице-президент. Библиотека Шоффура насчитывала около 25 000 томов и более 100 рукописей и была завещана Кольмару, её каталог составил и опубликовал Андре Вальц (1889).
Имя Шоффура носит улица (фр. rue Chauffour) в Кольмаре.